# Sokotindji
Sokotindji est l'un des cinq arrondissements de la commune de Ségbana dans le département de l'Alibori au Nord du Bénin.

## Géographie

### Localisation
Sokotindji est situé au Sud-Ouest de la commune de Ségbana.
| Libantè             | Lougou;Liboussou  | Libantè |
| Commune de Gogounou | Sokotindji        | Libantè |
| Commune de Gogounou | Commune de Kalalé | Libantè |

### Administration
Sur les 40 villages et quartiers de ville que compte la commune de Ségbana, l'arrondissement de Sokotindji groupe 8 villages que sont: 
1. Bèdafou
2. Gbarana
3. Morou
4. Poéla
5. Sèrèbani
6. Sèrèkibè
7. Sokotindji
8. Tchakama

## Histoire
L'arrondissement de Sokotindji est une subdivision administrative béninoise. Dans le cadre de la décentralisation au Bénin, Il devient officiellement un arrondissement de la commune de Ségbana le 27 mai 2013 après la délibération et adoption par l'Assemblée nationale du Bénin en sa séance du 15 février 2013 de la loi N° 2013-O5 du 15/02/2013 portant création, organisation, attributions et fonctionnement des unités administratives locales en République du Bénin.

## Démographie
Selon le recensement de la population de 2013 conduit par l'Institut national de la statistique et de l'analyse économique (INSAE), Sokotindji compte 1955 ménages avec 17 332 habitants,.
| Indicateur           | 2013  |
| -------------------- | ----- |
| Nombre de ménages    | 1762  |
| Population masculine | 8689  |
| Population féminine  | 8643  |
| Population totale    | 17332 |

La population est composée de plusieurs ethnies dont: les Haoussa, les Dendi, les Yoruba, Djerma, peuls et forte présence de Boo.

## Économie
La population pour ses sources de revenus, mène des activités agricoles. Le secteur agricole procure plusieurs denrées comme le maïs, le sorgho et le mil. Il y a également les cultures de rentes basées sur la production de l'arachide et le coton